# Амагер Бакке
Amager Bakke (дат. Холм Амагер) — мусоросжигательный завод на острове Амагер, Копенгаген, Дания. Строился с 2013 года, открыт в 2017 году. В 2019 году на его крыше был открыт лыжный склон. Эта зона отдыха также известна как Копенхилл (англ. Copenhill). Здание спроектировано датским бюро Bjarke Ingels Group, выигравшим международный архитектурный конкурс в 2011 году. Оборудование для завода поставлено компанией Babcock & Wilcox.
Новый завод призван заменить расположенный в нескольких сотнях метров 45-летний завод Amagerværket, оборудованный четырьмя мусоросжигательными линиями. Старый завод закрыт на реконструкцию и должен вновь заработать в 2020 году, но уже как работающий исключительно на биомассе. Эти два предприятия должны помочь Копенгагену стать к 2025 году углеродно-нейтральным городом.

## История строительства
Осенью 2010 года был объявлен архитектурный конкурс на строительство нового мусоросжигающего завода стоимостью 3,5 миллиарда датских крон (650 млн долларов или 460 млн €) — самого дорогого на тот момент экологического проекта в Дании. Было подано 36 заявок. В январе 2011 года выбран победитель — бюро BIG. Над проектом-победителем также работали компании realities: united (интерактивные фасады) + AKT (проектирование фасадов и конструкций) + Topotek 1 & Man Made Land (ландшафтный дизайн).
Строительство завода Amagerforbraending (первоначальное имя проекта) началось 4 марта 2013. Совместно с BIG над проектом работали SLA, AKT, Dr. Lüchinger+Meyer Bauingenieure AG, MOE Consulting Engineers и Ramboll Group A/S. Всё ключевое оборудование для мусоросжигательного завода поставила компания Babcock & Wilcox Vølund A/S, подразделение американского промышленного гиганта Babcock & Wilcox. Генеральный подрядчик — NCC Construction.
Из-за обнаруженных на позднем этапе ошибок, допущенных B&W Vølund, сроки сдачи проекта сдвинулись на 7 месяцев. Многие проблемы открывались уже в процессе строительства. К примеру, первоначально дымоход должен был располагаться в центре здания, но архитекторы изменили своё мнение и переместили его на внешнюю сторону здания. Поэтому инженерам пришлось найти решение, как смонтировать дымовую трубу весом 345 тонн и высотой 67 метров на седьмом этаже здания.
Завод заработал в марте 2017 года. Горнолыжный курорт и парк Копенхилл открылся в октябре 2019.

## Характеристика завода
Площадь занимаемой территории — 90 тысяч м², здания — 95 тысяч м², в том числе площадь административного центра и центра для посетителей — 6,5 тысяч м².
Амагер Бакке построен на замену существующему мусоросжигательному заводу Amagerværket — самому старому waste-to-energy заводу в Европе. Как и предшественник, Амагер Бакке подключён к центральной системе водоснабжения города, созданной в 1984 году пятью муниципалитетами, и может отдавать в сеть вырабатываемое тепло.
Две мусоросжигательные линии производительностью 35 тонн отходов в час каждая могут утилизировать мусор от 500—700 тысяч жителей и 46 тысяч компаний. Новая фабрика позволяет извлекать на 25 % больше энергии, чем это удавалось на старом МСЗ. Система производит пар температурой 440 °C и давлением 70 бар, что вдвое увеличивает выход электроэнергии с тонны мусора. Выброс оксидов азота сокращён на 85 %, оксидов серы — на 99,5 %.
Расчётные параметры завода при обработке 400 тысяч тонн мусора позволяют отапливать 160 тысяч домовладений, снабжать электричеством ещё 62,5 тысячи домовладений. Собирать при конденсации 100 млн литров воды, пускать в оборот 90 % металла (до 10 тысяч тонн), использовать 100 тысяч тонн золы в качества замены гравию при строительстве дорог.
Первые полтора года эксплуатации показали, что мощность завода значительно больше, чем количество доступного мусора. В 2018 году завод переработал около 451 тысячи тонн мусора, 1/15 часть была импортирована из Великобритании и Ирландии. В 2019 году управляющая компания планировала ввезти от 50 до 70 тысяч тонн мусора из Великобритании, Германии, Ирландии, Италии и Нидерландов.

## Копенхилл
Архитекторы BIG предложили сделать крышу мусоросжигательного завода центром общественной жизни. Эта идея восходит ещё к 2002 году, когда Бьярке Ингельс предлагал создать лыжную трассу над самым большим универмагом в городе
В BIG спроектировали крышу с уклоном 45 % и высотой 85 метров, на которой устроен круглогодичный искусственный горнолыжный склон длиной 450 метров и разворотом на 180 градусов, проложены пешеходные тропы, с высаженными вокруг кустарниками и хвойными деревьями. Парк и склон спроектирован в архитектурном бюро SLA. Посетители поднимаются наверх по канатному и ленточному подъёмникам, а также на стеклянном лифте, который позволяет увидеть завод изнутри. Общая площадь крыши и склонов — 32 тысячи м².
Cклон Копенхилла устроен на системе эксплуатируемык крыш Protectodrain и Elastodrain немецкой компании ZinCo,GmbH и покрыт Неверпластом — синтетическим материалом, созданным в Италии во второй половине 1990-х для тренировок в любое время года. Материал периодически смазывают силиконом (как и все лыжи), что вместе создаёт иллюзию утрамбованного снега. Верхняя часть склона примерно соответствует «чёрной трассе», средняя — «синей», нижняя — «зелёной» зоне. Проектировщики ожидают, что Копенхилл будут посещать около 300 тысяч человек, из них 65 тысяч будут непосредственно лыжниками.
На блочном фасаде площадью 74 тысячи м², выложенном алюминиевыми кирпичами высотой 1,2 метра и шириной 3,3 метра, устроена «самая высокая искусственная стена для скалолазания в мире». В основании здания устроена зона апрески с рестораном.
Архитектор Бьярке Ингельс описывает проект как пример «гедонистической устойчивости» (англ. hedonistic sustainability) в архитектуре; иными словами, подхода, позволяющего достигать экологических целей без потери в качестве жизни.

## Финансы
Заводом управляет и владеет компания Amager Ressourcecenter. Она в свою очередь принадлежит пяти муниципалитетам Копенгагена.
Итоговая цена Амагер Бакке достигла 4 млрд датских крон (540 млн €). Финансирование обеспечено 30-летним кредитом. Возврат средства обеспечивается платежами копенгагенцев за вывоз мусора, его переработку и арендными платежами от частного оператора горнолыжного склона.